# Barranquilla
Barranquilla je druhé největší město na karibském pobřeží Kolumbie, ležící v deltě řeky Magdalena. Je to moderní průmyslové město, které tvoří od roku 1981 metropolitní region s městy Soledad, Malambo, Galapa a Puerto Colombia. Celkem v něm žije okolo 1,3 milionu obyvatel. Město je sídlem římskokatolické arcidiecéze.

## Historie
Místo nebylo osídleno v předkolumbovském období ani nebylo založeno španělskými kolonizátory. Poprvé o něm v roce 1533 píše Gonzalo Fernández de Oviedo y Valdés, že je založili zemědělci z oblasti Gatapa, kteří své původní teritorium opustili pro přílišné sucho. 
Kolonizátoři je objevili až v roce 1629. Vládou schválené oficiální datum vzniku města je 7. dubna 1813. 
Je zde známý velký přístav, a proto se město stalo během druhé světové války útočištěm mnoha uprchlíků. 
V roce 1946 bylo město prohlášenon za Zlatou bránu Kolumbie(La Puerta de Oro le Colombia), když jeho sportovci při Sportovních hrách střední Ameriky a Karibiku získali 29 zlatých medailí, nejvíce ze všech zúčastněných.

## Doprava
Od roku 2001 jezdí v Barranquille Transmetro. Lodní doprava je intenzivní ve městě i ve spojení s ostatními přístavy. 
Ernesto Cortissoz International Airport je nejstarší letiště v Jižní Americe -  vybudované v roce 1919.

## Podnebí
Klima tohoto města je velmi teplé a vlhké. Většinou jsou zde teploty okolo 30 °C. V prosinci dochází k větrům, které horké noci zpříjemňují. 

## Památky

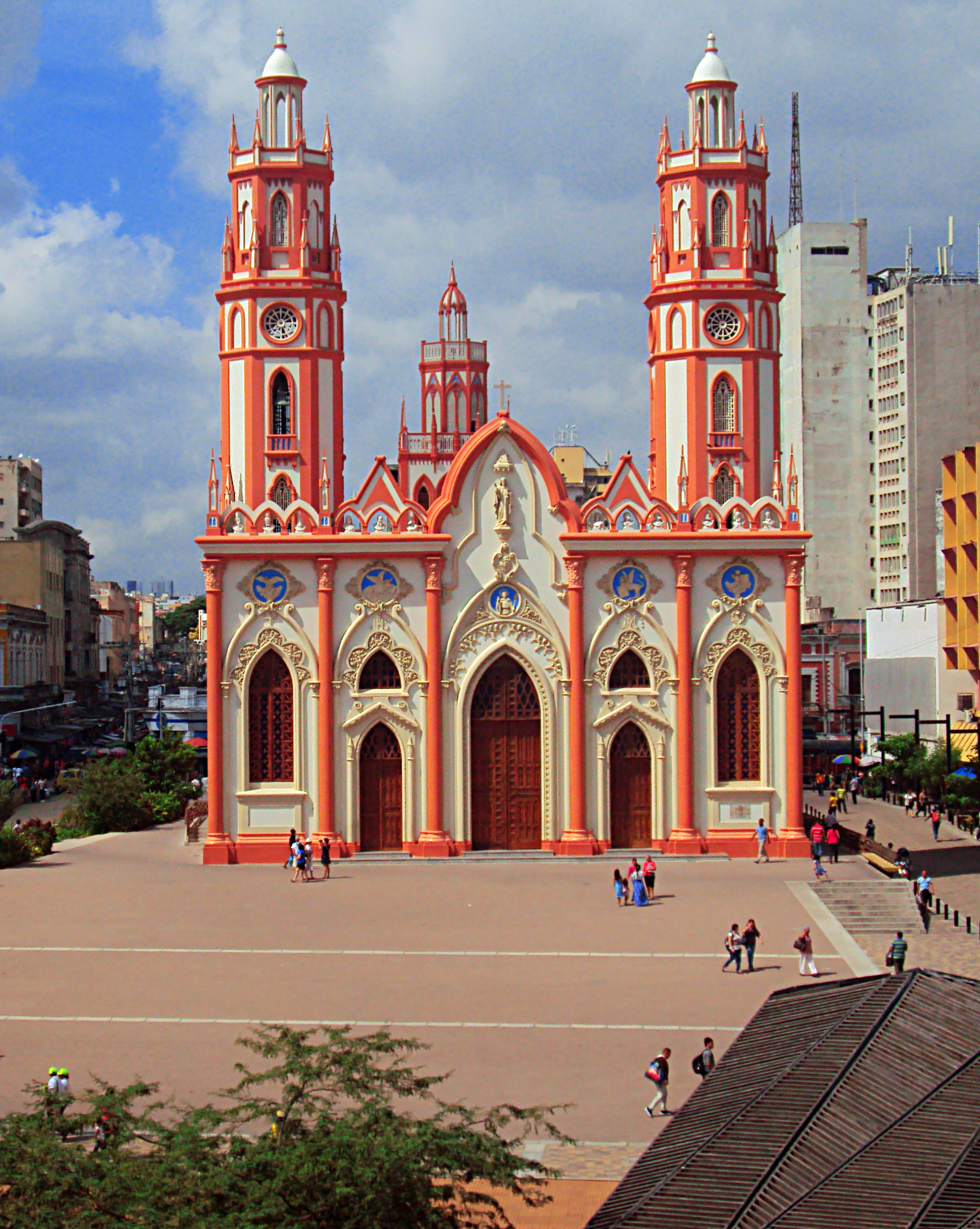
Kostel sv. Mikuláše Tolentinského

- Kostel sv. Mikuláše Tolentinského - postaven roku 1637 v barokním koloniálním stylu a dostavěn roku 1747; zasvěcen patronovi města.
- Katedrála Panny Marie Královny - moderní kostel z roku 1955; od roku 1969 je sídlem arcibiskupa
- Stará celnice (Antigua Aduana Nacional) klasicistní administrativní budova z desátých let 19. století
- Pevnost  El castillo de San Antonio de Salgar - pevnost, postavená v roce 1848 na obranu nezávislosti.

## Kultura a školství
- Muzeum umění Karibiku (Museo del Caribe)
- Město má devět vysokých škol univerzitního typu. Nejstarší univerzita je Universidad del Atlántico, založil ji 15. června 1943 filozof Julio Enrique Blance.

## Slavnosti
- Karneval „Carnaval de Barranquilla“ se pořádá každoročně v únoru 4 dny před Popeleční středou (Miércoles de Ceniza) a je znám jako jeden z největších karnevalů v zemi. Je zařazen mezi Mistrovská díla ústního a nehmotného dědictví lidstva.

## Známé osobnosti města
- Sofía Vergara (herečka)
- Shakira (zpěvačka)

## Partnerská města
- Tampa, USA
- Miami, USA
- Brownsville, USA
- Nanking, Čína
- Kao-siung, Tchaj-wan
- Buenos Aires, Argentina
- Guayaquil, Ekvádor

## Fotogalerie

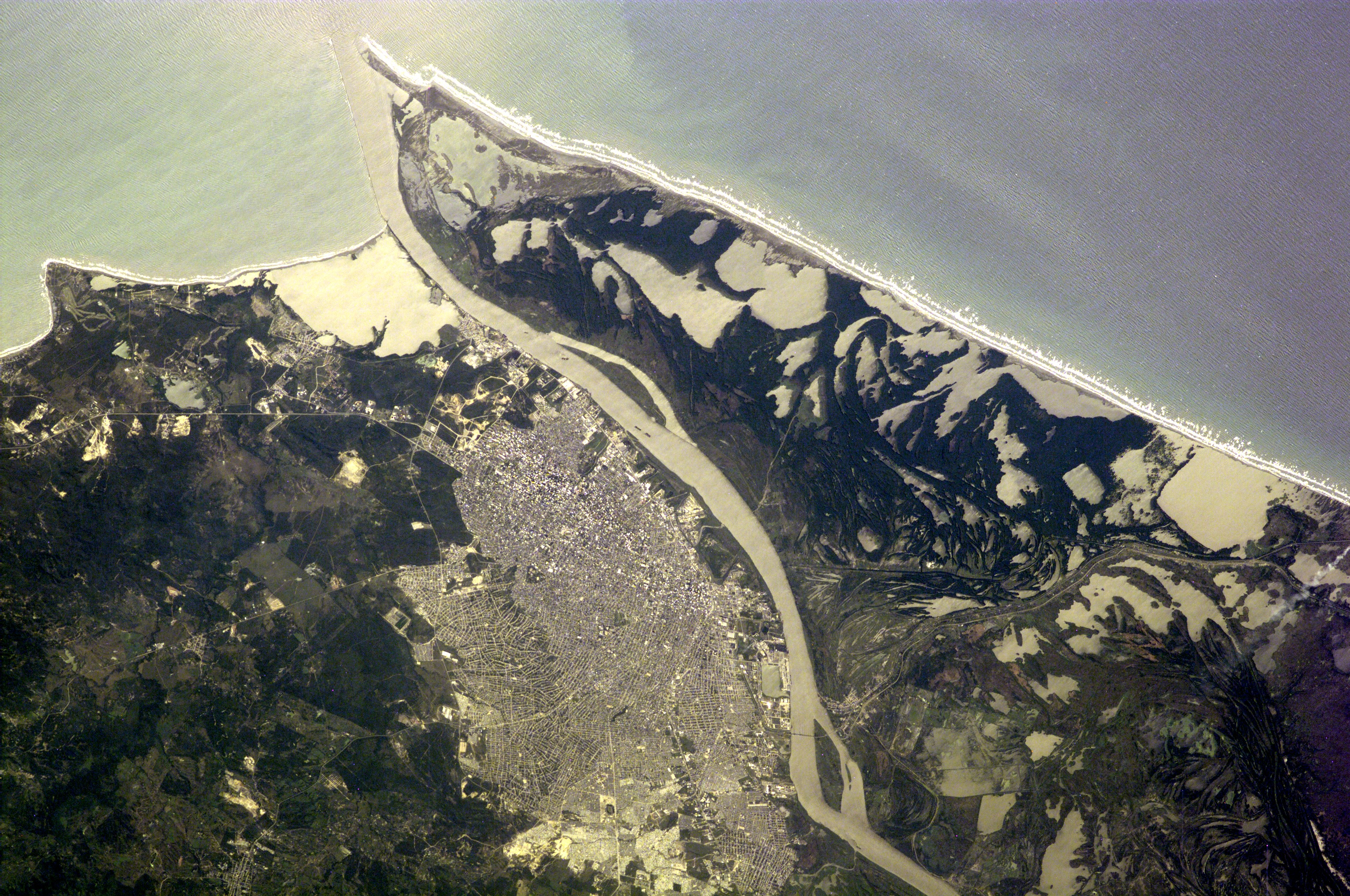
Satelitní snímek města a řeky
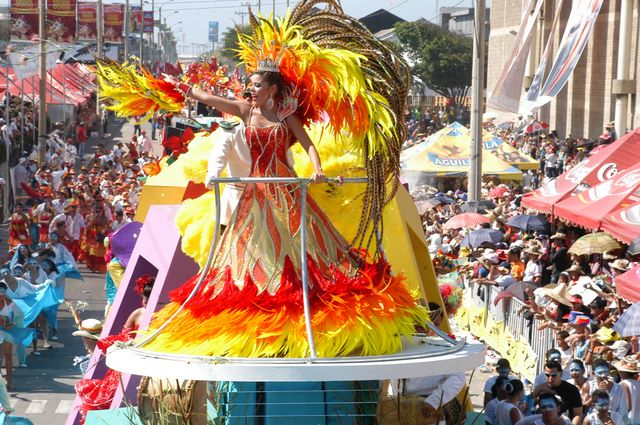
Královna karnevalu (2009)